# Бутылкин, Алексей Степанович
Алексей Степанович Бутылкин (не позднее 1880 — неизвестно) — российский велогонщик, выступавший на треке, и артист цирка. Участник летних Олимпийских игр 1900 года.

## Биография
Алексей Бутылкин родился не позднее 1880 года.
Был одним из сильнейших велогонщиков Российской империи в конце XIX — начале XX века.
Бутылкин представлял Московский клуб велосипедистов. Начал выступать на соревнованиях в 1894 г., придя вторым на состязаниях на московском циклодроме. В том же году он вышел победителем гонки Тверь – Москва. На следующий год выиграл первенство России в езде на 7,5 верст. После этого он дважды становился чемпионом страны – в 1896 и 1897 гг. Всего за свою карьеру одержал победы более чем в 60 соревнованиях, в том числе и в международных.
В 1895 году был признан «первым ездоком России».
В ноябре 1899 года в Москве на международном турнире по велоспорту на треке в полуфинале в двух заездах победил чемпиона мира 1897 года среди профессионалов Вилли Аренда из Германии.
В 1900 году вошёл в состав сборной России на летних Олимпийских играх в Париже. Выступал среди профессионалов. В индивидуальном спринте выбыл в 1/8 финала. В гонках на тандемах вместе с Люсьеном Гронье из Франции занял последнее, 3-е место в четвертьфинале. В гонке по очкам не попал в число призёров.
Выступал на циклодромах Российской империи — в частности, в Юзовке и Туле. Среди его соперников были сильные гонщики Сергей Уточкин из Одессы и Александр Каменев из Тулы. Попадал под подозрение в использовании нечистых приёмов: так, Уточкина перед гонкой, в которой он должен был состязаться с Бутылкиным, напоили, а у Каменева украли велосипед.
В 1902 году выиграл «Большой приз Тулы».
Впоследствии выступал в цирке с опасными велосипедными трюками.
В 1902 году вместе с известным бельгийским артистом Жаком Нуазеттом выступал в велоаттракционе "Воздушная корзина". В 1906 году создал собственный аттракцион — "Воздушное кольцо смерти в исполнении Бутылкина и мисс Клары". В нач. 1900-х гг. ввёл в номер тандемы и мотопеды, совершал на них опасные виражи без сетки и страховочных средств. Аттракцион получил широкую известность.
В 1913 году выступал с гастролями в Китае и Японии. По возвращении с гастролей владел собственным цирком в Забайкалье.